# Rediviva saetigera
Rediviva saetigera là một loài ong trong họ Melittidae. Loài này được Whitehead & Steiner miêu tả khoa học đầu tiên năm 1992.